# ハープ
ハープ（英語: harp）は、撥弦楽器の1種であり、楽器分類のハープ属と呼ばれる楽器の代表例である。なお、英語圏ではハープと直接関係の無い様々な楽器に「harp」の名を付けた事例が見られる。例えば、オートハープ、ジューズハープ（口琴）、ブルースハープ（ハーモニカの一種の名称）などであり、これらと混同すべきではない。

## 概要

コンサートハープの基本的な構成要素と用語。

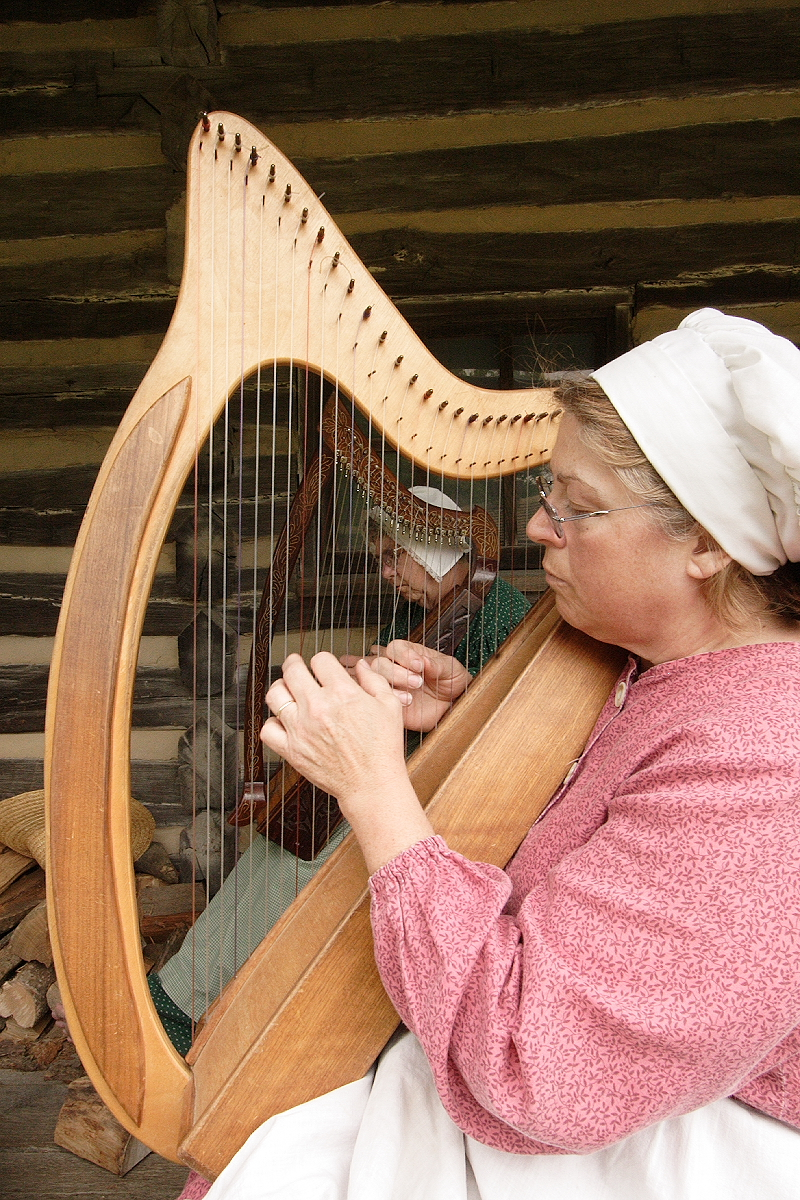
ケルティック・ハープを弾く女性。

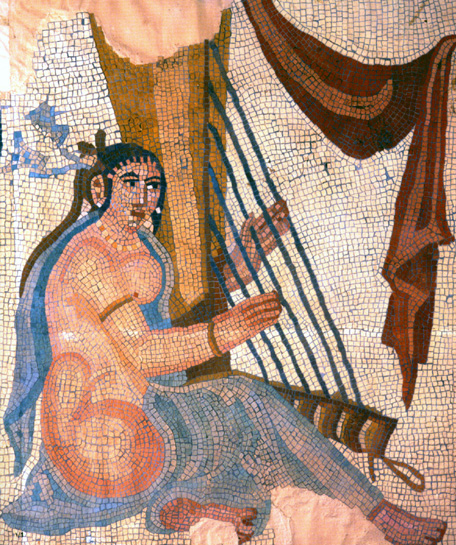
ハープと演奏者を表したサーサーン朝ペルシア時代のモザイク。インド、ビシャプール発掘。ルーブル美術館所蔵。

弦鳴楽器の5分類の内、ハープ属に属する。楽器用法としては弦楽器に属し、弓を使わずにもっぱら弾いて音を出すため、撥弦楽器に分類される。オーケストラにおいては、弦楽器の主体となるヴァイオリン属の楽器と音色も奏法も大きく異なるため、弦楽器群の楽器の1つとしてではなく、挿入楽器として扱われる。日本語では、竪琴（たてごと）と呼ばれる楽器群に含まれる。
楽器の構造は、共鳴胴の両端に2本の棹を立て、2本の先を結ぶ。棹の内側の曲線状になった方と共鳴胴との間に平行に弦を並べて張る。弦の数は数十本に及ぶ。この弦を指で弾いて演奏する。特に古くから存在する楽器の1つであり、同様の楽器は世界各地に分布している。アイリッシュハープ、アルパがその例である。リヒャルト・ワーグナー作曲、楽劇「ニュルンベルクのマイスタージンガー」において、ベックメッサー・ハープが使われる。これは小型のハープであり、古楽器に近い。

## ハープの起源
ハープの起源は、狩人が使用する武器の弓ではないかと考えられている。最も古いハープの記録は、紀元前4000年のエジプトの物か、紀元前3000年のメソポタミアの物ではないかと言われている。シュメール王朝時代の遺跡からは、ほぼハープの原型と思われる楽器が発見されており、壁画の記録から見て、奏法もハープと同じであろうと考えられる。ハープは古代の叙事詩やエジプトの壁画に現れ、世界中の多くの音楽文化で発展し独自の展開を遂げた。聖書にもハープは登場し、ダビデ王が最も著名なミュージシャンだが、彼の「ハープ」は、実際にはハープ属の楽器ではなく、kinnorと呼ばれる、10本の弦を備えたリラ属の楽器の1種であった。

## レバーハープ
レバーハープ（英語: lever harp）は演奏中にキーチェンジを可能にする装置であり、17世紀の後半に登場した。これが発展し、近代的なコンサートハープが生まれた。

## ダブル・アクション・ペダル・ハープ

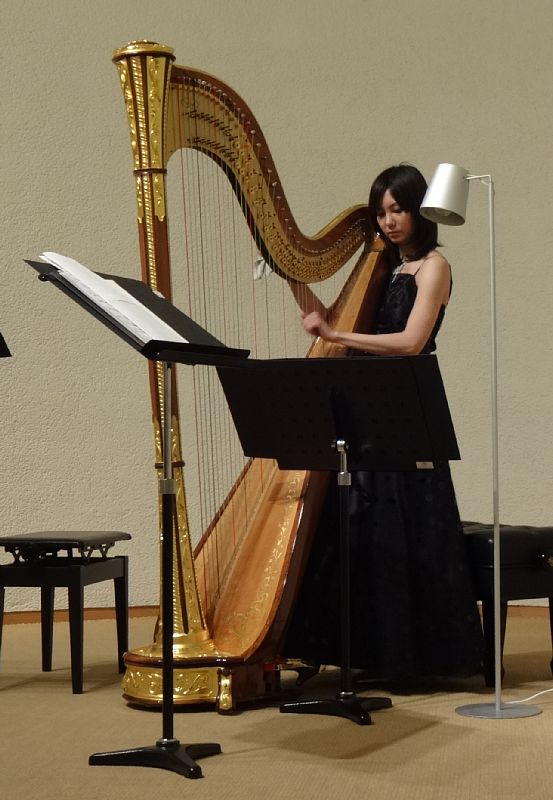
ダブル・アクション・ペダル・ハープの演奏の様子。

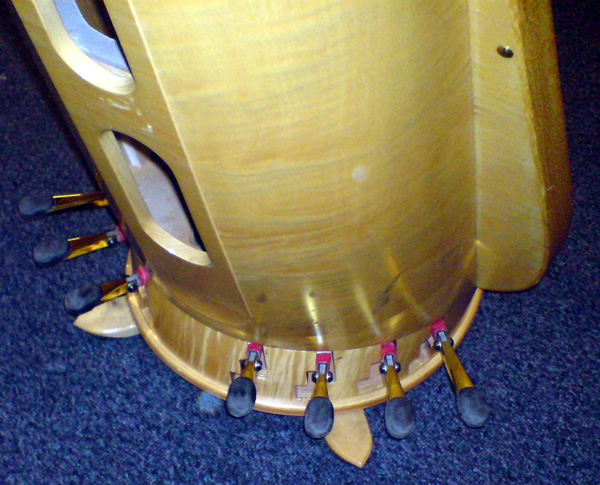
ハープの7本のペダル。左足用が3本有り、右足用が4本有る。

現代の西洋音楽の独奏やオーケストラ、室内楽、吹奏楽などで広く用いられているコンサートハープは、ダブル・アクション・ペダル・ハープである。これは、主に47本の弦を変ハ長調の全音階で張り、7本のペダルを備える。7本のペダルには、それぞれ3段階の位置が存在し、上から順にフラット、ナチュラル、シャープを、足で操作する方法により、各オクターブのハ、ニ、ホ、ヘ、ト、イ、ロそれぞれの弦を同時に半音上げたり、全音上げたりできる機能を備えたハープである。全音階しか演奏できないハープを、転調などに対応できるようにするため、楽器職人のセバスチャン・エラールなどにより作られた。この仕組みにより、様々な調の曲を演奏可能にする。しかしながら、どんなに演奏に熟練しても、ペダルの操作を全くの瞬時に行う事は不可能であるため、オーケストラなどでは2人で演奏する方法により、ペダル操作の不完全さを補う場合が有る。
なお、ダブル・アクション・ペダル・ハープに代わる楽器として、半音それぞれに弦が張られたクロマティック・ハープと呼ばれる物が19世紀に作られたものの、結局は廃れてしまった。
ダブル・アクション・ペダル・ハープの音域は6オクターブ半を持ち、最高音は中央ハの3オクターブ半上の変トだが、ペダルで嬰トまで上げられる機能を備えた物も有る。一方で、最低音は中央ハの3オクターブ下の変ハである。いちばん高音から0オクターブ（2音のみ）、1オクターブ・・・7オクターブ（3弦のみ）と数える。弦には識別のために色が付けられており、各オクターブのハ(C)の音が赤、へ(F)の音が青（黒）である。
最低音の2弦（C1, D1）は、ペダルアクション機構を持っていない。したがって、演奏の途中にフラット、ナチュラル、シャープを切り替えられない。このため、いずれかの調律に固定しておく必要が有る。最高音（G7）は、楽器によって、ペダルアクションが有効の物と無効の物が存在する。

## 著名なハープの楽曲・ハープの特徴的な楽曲

### ハープ単独による楽曲
- C・P・E・バッハ - ハープソナタ ト長調
- ボクサ - モーツァルトの主題による変奏曲
- サン＝サーンス - 幻想曲 Op.95
- フォーレ - 即興曲 変ニ長調 Op.86、塔の中の王妃 Op.110
- カプレ - 2つの嬉遊曲
- タイユフェール - ハープ・ソナタ
- ヒンデミット - ハープ・ソナタ
- ブリテン - ハープのための組曲 Op.83
- ダマーズ - 2台のハープのためのソナチネ

### 室内楽曲（ハープと他の楽器による）
- サン＝サーンス - 幻想曲 Op.124（ヴァイオリンとハープ）
- ドビュッシー - フルート、ヴィオラとハープのためのソナタ
- ラヴェル - 序奏とアレグロ
- ヴィラ＝ロボス - 神秘的な六重奏曲
- イベール - ヴァイオリン、チェロ、ハープのための三重奏曲

### 協奏曲
- ヘンデル - ハープ協奏曲 変ロ長調 Op.4-6
- ディッタースドルフ - ハープ協奏曲 イ長調
- クルムフォルツ - ハープ協奏曲（全6曲）
- モーツァルト - フルートとハープのための協奏曲 ハ長調 K.299 (297c)
- ボアエルデュー - ハープ協奏曲 ハ長調
- ボクサ - ハープ協奏曲
- ライネッケ - ハープ協奏曲 ホ短調 Op.182
- ブルッフ - スコットランド幻想曲 変ホ長調 Op.46（ハープに第2の独奏者に等しい役割が与えられている）
- ドビュッシー - 神聖な舞曲と世俗的な舞曲（クロマチック・ハープのための作品）
- ピエルネ - ハープと管弦楽のためのコンチェルトシュテュック Op.39
- グリエール - ハープ協奏曲 変ホ長調 Op.74
- ピツェッティ - ハープ協奏曲 変ホ長調
- ヴィラ＝ロボス - ハープ協奏曲
- タイユフェール - コンチェルティーノ
- ロドリーゴ - セレナータ協奏曲
- ジョリヴェ - ハープと室内管弦楽のための協奏曲
- フランセ - 2台のハープと弦楽のための協奏曲

### 声楽曲
- ブリテン - キャロルの祭典 Op.28
- ベルリオーズ - テ・デウム Op.22（第7曲「旗の掲揚式のための行進曲」で譜面上に12基のハープの指定が有る）

## 音楽祭
ハープを主体にした音楽祭としては、日本では草加市で開催される「国際ハープフェスティバル」が挙げられる。

## 現代の著名なハープメーカー
- サルヴィ・ハープ（Salvi Harps）
- ライオン&ヒーリー・ハープ（Lyon&Healy Harps)
- ヴィーナス・ハープ（Venus Harps）- W&W MUSICAL INSTRUMENT社の登録商標
- カマック・ハープ（Camac Harps）
- ホルンガッハ・ハープ（Horngacher Harps）
- 青山ハープ（Aoyama Harps）
- ピルグリム・ハープ（Pilgrim Harps）

他

## 現代の著名なハープ奏者
五十音順に並んでいる。クラシック音楽の演奏家一覧#ハープ奏者も参照。
- アニー・シャラン
- アンナ＝マリア・ラヴノポルスカ＝ディーン
- アンリエット・ルニエ
- イザベル・モレッティ
- ウルスラ・ホリガー
- グザヴィエ･ドゥ･メストレ（英語版）
- セミヨン・クリコフ
- ニカノール・サバレタ
- フィア・ベルクハウト
- ヘルガ・シュトルク
- マリサ・ロブレス
- ユッタ・ツォフ
- リリー・ラスキーヌ
- 朝川朋之
- 池田千鶴子
- 竹松舞
- 長澤真澄
- 西山まりえ
- 松岡莉子
- 松岡みやび
- 山宮るり子
- 吉野直子